# Кэлихан, Боб
Роберт Дж. «Боб» Кэлихан (англ. Robert J. "Bob" Calihan; 2 августа 1918, Перри, штат Айова, США — 22 сентября 1989, Детройт, штат Иллинойс, США) — американский профессиональный баскетболист и тренер. Чемпион НБЛ в сезоне 1946/1947 годов.

## Ранние годы
Боб Кэлихан родился 2 августа 1918 года в городе Перри (штат Айова), учился в Эванстонской школе Святого Джорджа (штат Иллинойс), в которой играл за местную баскетбольную команду. В 1940 году закончил Детройтский университет милосердия, где в течение трёх лет играл за команду «Детройт Тайтенс», в которой провёл успешную карьеру. При Кэлихане «Тайтенс» ни разу не выигрывали ни регулярный чемпионат, ни турнир конференции Independent, а также ни разу не выходили в плей-офф студенческого чемпионата США. В 1939 году включался во 2-ю всеамериканскую сборную NCAA.

## Профессиональная карьера
Играл на позиции лёгкого форварда, атакующего защитника и центрового. В 1940 году Боб Кэлихан заключил соглашение с командой «Детройт Иглс», выступавшей в Национальной баскетбольной лиге (НБЛ). Позже выступал за команды «Грейт-Лейкс Навал Стэйшн», «Чикаго Американ Гиэрс» (НБЛ), «Мидленд Доу Эйсис» (НБЛ) и «Сиракьюс Нэшнлз» (НБЛ). Всего в НБЛ провёл 6 сезонов. В сезоне 1946/1947 годов Кэлихан, будучи одноклубником Бобби Макдермотта, Джорджа Майкена, Дика Триптоу и Стэна Патрика, выиграл чемпионский титул в составе «Чикаго Американ Гиэрс». Четыре раза включался во 2-ю сборную всех звёзд НБЛ (1941, 1946—1948). Всего за карьеру в НБЛ Боб сыграл 165 игр, в которых набрал 1810 очков (в среднем 11,0 за игру), попутно став 12-м по результативности игроком НБЛ за всю историю лиги. Помимо этого Кэлихан в составе «Иглс» и «Американ Гиэрс» три раза участвовал во Всемирном профессиональном баскетбольном турнире, став его победителем уже в дебютном сезоне.

## Тренерская карьера
После завершения профессиональной карьеры игрока Боб Кэлихан на протяжении двадцати одного года проработал на посту главного тренера в родной студенческой команде «Детройт Тайтенс» (1948—1969), в которой имел положительную динамику побед и поражений (306—241), однако только один раз, в сезоне 1961/1962 годов, выводил её в плей-офф турнира NCAA, но дальше первого раунда она не прошла. После окончания тренерской карьеры ещё в течение восьми лет был спортивным директором команды (1969—1977). В 1977 году, после отставки Кэлихана, спортивная арена университета была названа его именем — Calihan Hall. Позднее он был включён в Спортивный Зал Славы ассоциации тренеров Чикаго, Спортивный Зал Славы Чикаго, Спортивный Зал Славы Мичигана, Зал Славы Хелмс Фундэйшн и Зал Славы Детройтского университета милосердия.

## Смерть
Во время Второй мировой войны Кэлихан три года служил в Военно-морских силах США (1942—1945). Его жену звали Вирджиния, от которой у него родились две дочери, Коллин и Сьюзан, а также один сын — Боб-младший, его родной брат, Эдвард Джек Кэлихан, работал в Чикаго юристом. Боб Кэлихан умер 22 сентября 1989 года на 72-м году жизни в городе Детройт (штат Мичиган).